# John Jaramillo
John Sebastián Jaramillo Arboleda (Puyo, Pastaza, Ecuador, 15 de septiembre de 1991) es un futbolista ecuatoriano que juega de arquero. Actualmente se encuentra sin equipo.

## Trayectoria
John Jaramillo ha sido parte de equipos como Club Deportivo 12 de Febrero y la selección de Pastaza, antes de llegar a Liga de Quito, lamentablemente nunca debutó con el equipo principal con Liga de Quito debido a que delante de él se encontraban arqueros como José Francisco Cevallos y Alexander Domínguez es por ese motivo que el club decide cederlo a Macará de Ambato donde consigue el ascenso a Primera División.
A inicios de 2012 retorna a Liga de Quito pero debido a que Edgardo Bauza no lo tenía en sus planes es cedido al Cumandá de su natal Pastaza. Para la temporada 2013 es cedido al Barcelona de Guayaquil por una temporada con opción a compra.

## Selección nacional

### Categorías inferiores
Debido a sus buenas actuaciones es llamado por el técnico de la Selección Sub-20, Sixto Vizuete, para formar parte del equipo que buscaría un cupo para el Mundial de Colombia 2011 y los Juegos Olímpicos de Londres 2012 en el Campeonato Sudamericano Sub-20 de 2011 que se realizaría en Perú. Con grandes atajadas, permitió que Ecuador obtuviera el cuarto cupo para la cita mundialista. Además, Jaramillo fue figura del torneo al ser uno de los arqueros que menos goles recibió.

#### Participaciones en Sudamericanos
| Campeonato                            | Sede   | Resultado    | Partidos | Goles |
| ------------------------------------- | ------ | ------------ | -------- | ----- |
| Sudamericano Sub-20 de 2011           | Perú   | Cuarto lugar | 9        | 0     |
| Juegos Panamericanos Guadalajara 2011 | México | Primera fase | 3        | 0     |

#### Participaciones en Copas del Mundo
| Campeonato                  | Sede     | Resultado        | Partidos | Goles |
| --------------------------- | -------- | ---------------- | -------- | ----- |
| Copa Mundial Sub-20 de 2011 | Colombia | Octavos de final | 4        | 0     |

## Clubes
| Club        | País    | Año  |
| ----------- | ------- | ---- |
| Macará      | Ecuador | 2011 |
| Cumandá     | Ecuador | 2012 |
| Barcelona   | Ecuador | 2013 |
| Imbabura SC | Ecuador | 2016 |